# Божидар Григоров
Божидар Іванов Григоров (болг. Божидар Иванов Григоров, нар. 27 липня 1945, Софія) — болгарський футболіст, що грав на позиції нападника.
Виступав за клуб «Славія» (Софія), а також національну збірну Болгарії, у складі якої був учасником двох чемпіонатів світу (у 1970 та 1974 роках).

## Клубна кар'єра
У дорослому футболі дебютував 1964 року виступами за нижчолігову команду «Орлин» (Пирдоп), де його помітили представники вищолігової софійської «Славії», до складу якої він приєднався 1967 року. Швидко став одним з головних бомбардирів команди, відзначаючись забитим голом щонайменше у кожній третій грі. 1976 року був визнаний футболістом року в Болгарії. Загалом відіграв за «Славію» дванадцять сезонів, після чого 1979 року оголосив про завершення ігрової кар'єри.

## Виступи за збірну
1971 року дебютував в офіційних матчах у складі національної збірної Болгарії. Викликався до національної команди протягом наступних семи років, проте зазвичай залишався резервним нападником і провів за збірну лише 7 матчів, забивши 1 гол.
Включався до заявки збірної Болгарії на чемпіонат світу 1970 року у Мексиці та чемпіонат світу 1974 року у ФРН, проте на жодному з цих турнірів на поле не виходив.

## Титули і досягнення
- Володар Кубок Болгарії (1):

Славія: 1974-75